# Rubim
Rubim là một đô thị thuộc bang Minas Gerais, Brasil. Đô thị này có diện tích 968,732 km², dân số năm 2007 là 9561 người, mật độ 9,1 người/km².